# José Roberto Wright
José Roberto Ramiz Wright (Rio de Janeiro, 7 settembre 1944) è un ex arbitro di calcio brasiliano.

## Carriera
Riuscì a ritagliarsi, soprattutto nel finale di carriera, degli spazi importanti, arrivando nel 1990 ad essere premiato dalla IFFHS come miglior arbitro dell'anno.
La sua carriera ad altissimi livelli cominciò già, però, nel 1979, quando gli venne affidata la finale dei mondiali FIFA under 20 URSS-Argentina (in carriera avrebbe partecipato anche alle edizioni del 1985 e del 1989). Poi, diresse nel giro di pochi anni tre finali di Coppa Libertadores, (la Coppa dei Campioni sudamericana), nel 1986, nel 1987 e nel 1989. Nel 1987, inoltre, fu l'arbitro della finale dei mondiali di calcio FIFA under 17 disputati in Canada.
Ma fu, appunto, il 1990 la sua annata migliore, quando cioè venne designato per il Campionato mondiale di calcio 1990, dove gli toccarono 4 partite (Italia-Austria, URSS-Camerun, l'ottavo di finale Irlanda-Romania e la semifinale Germania Ovest-Inghilterra). Nel dicembre di quell'anno, diresse anche la finale della Coppa Intercontinentale tra Milan e Club Olimpia. Infine, a coronamento del suo palmarès, arrivò nel 1991 l'ennesima direzione in una finale di Copa Libertadores vinta dal Colo Colo e la partecipazione alla Coppa America di calcio (la massima manifestazione per nazioni del Sudamerica).